# Ralph Ignatowski
Ralph Anthony „Iggy” Ignatowski (ur. 8 kwietnia 1926 w Milwaukee w stanie Wisconsin, zm. 7 marca 1945 na Iwo Jimie) – żołnierz Korpusu Piechoty Morskiej Stanów Zjednoczonych pochodzenia polsko-niemieckiego, który został schwytany i zamordowany w niewoli przez Japończyków w bitwie o Iwo Jimę podczas II wojny światowej. Był jednym z żołnierzy plutonu kompanii strzelców piechoty morskiej, który wspiął się na szczyt góry Suribachi i podniósł na niej pierwszą amerykańską flagę 23 lutego 1945 roku.

## Życiorys
Urodził się w Milwaukee w stanie Wisconsin, jako syn polskiego imigranta Władysława „Waltera” Ignatowskiego i niemieckiej matki, Frances Barbary z domu Tomas.

### Służba wojskowa
Nie przeszedł badań zdrowotnych, gdy po raz pierwszy próbował zaciągnąć się do Korpusu Piechoty Morskiej w 1943 roku. Jednak spróbował ponownie, zabierając ze sobą próbkę moczu przyjaciela. W 1944 roku, po szkoleniu w obozie rekrutacyjnym, został przydzielony do 3. plutonu kompanii E 2. batalionu 28 Pułku 5 Dywizji Marines.
Zaprzyjaźnił się tam z jednym z sanitariuszy swojego plutonu, Johnem „Doc” Bradleyem, który był z Ignatowskim na polu bitwy tuż przed tym, jak ten został schwytany na Iwo Jimie. Przez ponad 70 lat Bradley był uważany za jedną z sześciu osób, które podniosły amerykańską flagę na szczycie góry Suribachi na zdjęciu Joego Rosenthala Sztandar nad Iwo Jimą, chociaż tego nie zrobił (po śledztwie 23 czerwca 2016 roku Korpus Piechoty Morskiej ogłosił, że John Bradley nie znajduje się na słynnym zdjęciu z podnoszeniem flagi).
Szeregowy Ignatowski był na morzu na pokładzie USS „Missoula” od 5 lutego 1945 roku i przybył na atol Enewetak na Wyspach Marshalla 7 lutego. Ponownie przebywał na morzu od 8 do 10 lutego i wysiadł na Saipanie na Marianach 11 lutego. Następnie wszedł na pokład LST-481 i popłynął na Iwo Jimę w dniach 11–18 lutego. Lądował na wyspie pierwszego dnia bitwy, 19 lutego. Dzień później został lekko ranny odłamkami w szczękę, lecz jeszcze tego samego dnia powrócił do służby liniowej.
4 marca 1945 roku Ignatowski został pojmany i zabrany do jaskini przez japońskich żołnierzy, a około dwie godziny później ciało ppor. Leonarda Sokola z tej samej kompanii zostało zabrane w tym samym miejscu przez japońskich żołnierzy. 7 marca znaleziono ich ciała.

## Śmierć
Chociaż dokładne okoliczności śmierci są nieznane, wiadomo, że Ignatowski został wzięty do niewoli przez Japończyków, był torturowany i został brutalnie zabity. Nie wiadomo, czy rany zostały zadanie przed śmiercią, czy po niej.
Śmierć Ignatowskiego jest wspomniana w kilku książkach:
- W swojej książce Semper Chai!: Marines of Blue and White (and Red) opowiadającej o Żydach w Korpusie Piechoty Morskiej Stanów Zjednoczonych autor Howard J. Leavitt zebrał relacje naocznych świadków dotyczące rzeczywistych okoliczności śmierci Ignatowskiego i Sokola, w tym list do żyjących członków rodziny ppor. Sokola od kolegi z piechoty morskiej Jamesa Buchanana:

3 marca szeregowy Ralph Ignatowski został w jakiś sposób wciągnięty do jaskini w małym kanionie. To, co teraz powiem, jest tym, co usłyszałem, ale czego nie widziałem. Ppor. Sokol mógł próbować ratować Ignatowskiego, ale nie wiem tego na pewno. [...]
Wszedłem do kanionu i znalazłem ppor. Sokola na drodze, Ralpha Ignatowskiego tuż za nim. Podszedł do mnie oficer i powiedział: „Nie dotykaj ich. Możemy tu mieć do czynienia ze zbrodnią”. Zrozumiałem, że Ralph był wielokrotnie dźgany bagnetami; niektóre rany jeszcze krwawiły, inne już nie

- Śmierć Ignatowskiego jest również opisana w książce Flags of Our Fathers, której współautorem jest syn Johna Bradleya[2]. Oto jego wspomnienia o śmierci Ignatowskiego:

Bardzo starałem się to wymazać z pamięci. Zapomnieć o tym. Mogliśmy wybrać kumpla, z którym chcieliśmy pójść. Moim kumplem był facet z Milwaukee. Zostaliśmy przygwożdżeni w jednym miejscu. Ktoś inny został ranny, ja pobiegłem mu pomóc, a kiedy wróciłem, mojego kumpla już nie było. Nie mogłem zorientować się, gdzie jest. Widziałem wszystko dookoła, ale go tam nie było. I nikt nie wiedział, gdzie jest.
Kilka dni później ktoś krzyknął, że go znaleźli. Zawołali mnie, ponieważ byłem sanitariuszem. Japończycy wciągnęli go pod ziemię i torturowali. Jego paznokcie... jego język... To było straszne. Bardzo starałem się o tym wszystkim zapomnieć”.
Wiele lat później, badając życie mojego ojca, zapytałem Cliffa Langleya, współsanitariusza Doca, o odkrycie ciała Iggy’ego. Langley powiedział mi, że wyglądało to tak, jakby Ralph Ignatowski znosił niemal wszystkie możliwe rodzaje fizycznego okrucieństwa.
„Oba jego ręce były złamane” – powiedział Langley. „Po prostu z niego zwisały, jak na zepsutej lalce. Wielokrotnie był dźgany bagnetem. Miał zmiażdżony tył głowy”

Inne relacje naocznych świadków wskazywały ponadto, że Ignatowski był torturowany w jaskini przez Japończyków przez trzy dni, podczas których ci wyłupali mu oczy, odcięli uszy, rozbili zęby i czaszkę. Miał kilka ran na brzuchu, w który był wielokrotnie dźgany bagnetem. Jako ostatnią zniewagę odcięto mu genitalia i włożono do ust.

## Pogrzeb
Szczątki Ignatowskiego zostały pochowane z honorami wojskowymi w grobie 1201, rząd 11, działka 5 cmentarza 5 Dywizji Marines na Iwo Jimie. W 1949 roku jego ciało zostało ekshumowane i ponownie pochowane na Rock Island National Cemetery w stanie Illinois.

## Odznaczenia
Źródło:
- Purpurowe Serce
- Navy Presidential Unit Citation
- Medal Kampanii Amerykańskiej
- Medal Kampanii Azji-Pacyfiku
- Medal Zwycięstwa w II Wojnie Światowej